# Romain Perrot
Pour les articles homonymes, voir Perrot.
Romain Perrot est un musicien et artiste français pluridisciplinaire né en 1973 à Paris.
Particulièrement actif sur la scène des musiques bruitistes depuis 1996, il est reconnu internationalement comme l’un des pionniers du courant de musique expérimentale « Mur bruitiste » (Harsh Noise Wall).  
Entre 1996 et 2020, Romain Perrot a participé à plus de 300 enregistrements au sein de différents projets d’improvisation, d’électro-acoustique et de Harsh Noise.
La majorité de ses albums ont été produits par son propre label indépendant « Decimation Sociale ».
Il édite également un fanzine graphique, Absurdum et réalise des productions audiovisuelles.

## Pratique musicale
Romain Perrot est un auteur-compositeur-interprète autodidacte qui développe des projets liés à la musique improvisée, expérimentale et bruitiste ainsi qu'au free noise.

### Les influences
Sa découverte de Pink Floyd à l'âge de 11 ans l’initie à une écoute attentive de la musique et à un univers musical complexe, dont les albums constituent une entité, à l’image de Metal Machine Music de Lou Reed, que Romain Perrot considère comme « un disque exemplaire ». Il s’intéresse notamment au catalogue du label SST (Black Flag, Sonic Youth) ; à la musique répétitive (La Monte Young) ou industrielle (Throbbing Gristle).
Dans les années 1990, il se rapproche de la scène expérimentale en fréquentant Bimbo Tower, U-Bahn et les Instants Chavirés. Il écoute l’émission Songs of Praise (en) sur Aligre FM et assiste aux directs tous les lundis soirs avant d’intégrer l’émission entre 1999 et 2005.
C’est par la découverte de la « japanoise » de Merzbow, et particulièrement l’artiste japonais Keiji Haino, qu'il s’initie aux genres free noise et harsh noise. Puis par le travail de The Rita et de son label Militant Walls, à l’origine du terme Harsh Noise Wall.

### Une démarche «Anti»
Romain Perrot se positionne dans une démarche « anti » radicale et nihiliste.
Il n’a suivi aucune formation musicale, de solfège ou instrumentale et n’a pas pour objectif, dans sa pratique, de développer ces compétences. Son approche valorise l’absence de savoir-faire et de musicalité de façon affirmée. Il se revendique d’ailleurs comme un « anti-artiste » qui « dans l’instrument et le bruit, (je) découvre vraiment le lâcher prise» .
Pour construire son univers, il acquiert guitares, amplis, synthétiseurs et utilise ses instruments instinctivement pour générer des sons bruts. L’ensemble de ses projets bruitistes adoptent cette approche « anti-musique » lui permettant de retranscrire ses désillusions et son rejet d’un ordre constitué.

### Son label: Décimation sociale
Romain Perrot a créé son propre label en 2012 sur lequel il produit ses projets personnels et ses collaborations.
Le Manifeste de Décimation Sociale reprend sans compromis la philosophie inhérente à ses projets : « No Act / No Play / No Point / No Result / No Strategy / No Compromise / No Social Lubricant. »

## Pionnier du Harsh Noise Wall
Avec d’autres artistes comme The Rita et Werewolf Jerusalem, Romain Perrot - à travers sa formation VOMIR, est l’un des pionniers de la scène mondiale de Harsh Noise Wall (HNW). Ce genre vise à construire des murs de sons statiques, monotones et puissants.

### VOMIR
Romain Perrot se fait connaître à partir de 2006 sous le nom de VOMIR. Avec cette formation, il travaille sur des murs monolithiques de bruits statiques et devient l’un des représentants de ce genre. Il bénéficie d’une reconnaissance internationale et se produit régulièrement en France et à l’étranger,.
Cette écoute conduit l’auditoire en dehors des modalités communes et conventionnelles de la structure musicale. La construction minimaliste de ces murs de bruit puissants immerge l'auditoire au sein d’une fréquence sonore pure.
Pour Romain Perrot, un mur de bruit existe lorsque le bruit demeure complet, continu et constant, du début à la fin, sans altération ni fluctuation. Pour autant, ce mur hyper puissant, fabriqué avec le strict minimum, peut être perçu différemment par chaque auditeur.  
À travers ses productions, VOMIR cherche à créer une opportunité de vivre le sentiment d’enfermement et d’isolement par le son. Il conçoit d’ailleurs la musique bruitiste comme une forme d’anarchisme non-violent. Le manifeste nihiliste de VOMIR traduit cette volonté d’accéder à un état de conscience libre, dans le rejet d’une socialisation de divertissement manipulatrice :
« Pas d'idées, pas de changement, pas de développement, pas de divertissement, pas de remords ».

### Performances

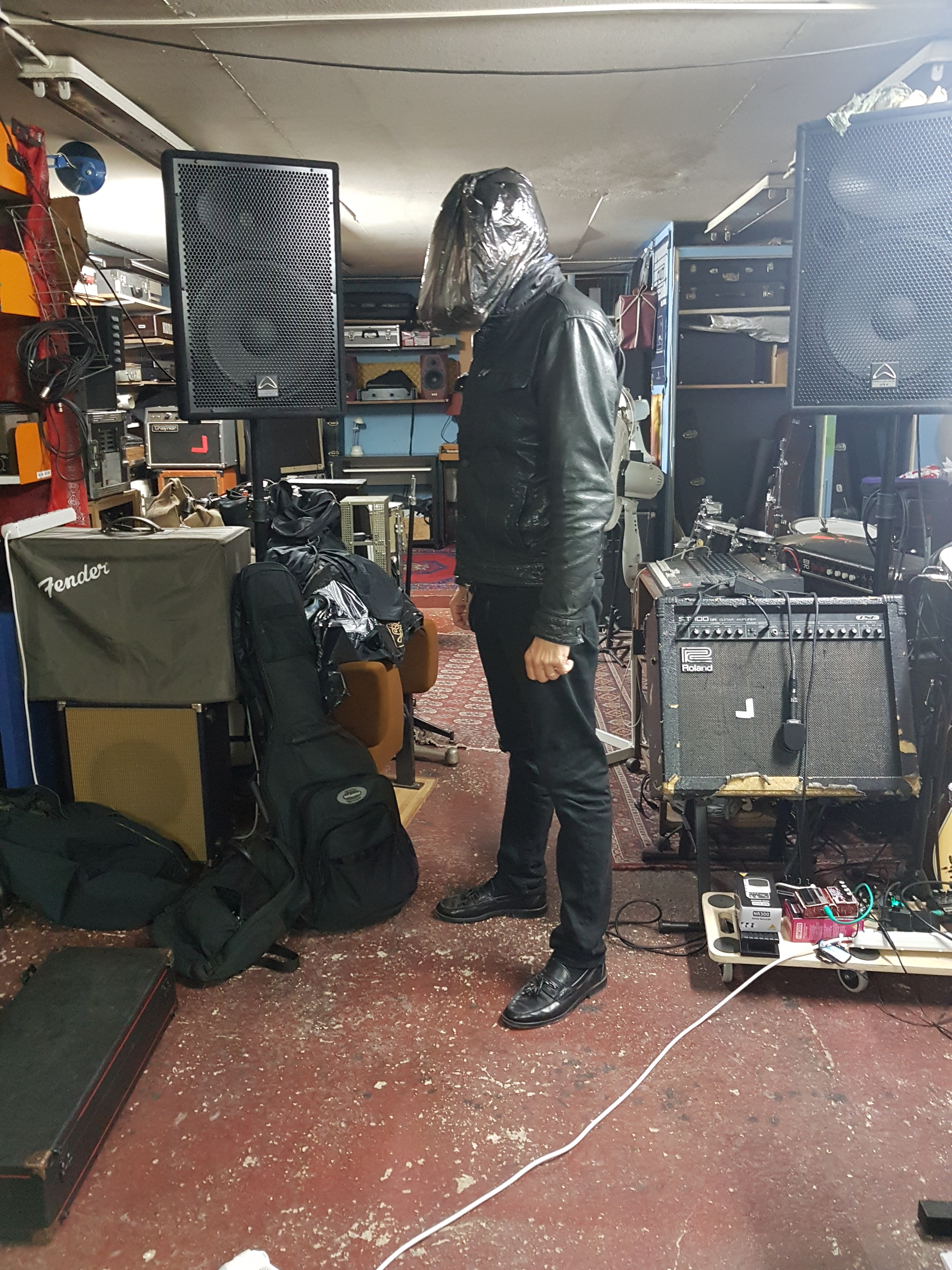
VOMIR, recouvert d'un sac plastique lors de ses performances

Bien que le HNW demeure un sous-genre underground de la musique bruitiste, plusieurs événements se consacrent au genre et un Festival lui est dédié, aux Instants Chavirés à Montreuil.
Les représentations de VOMIR sont des performances assimilables à des « anti-concerts » qui prolongent le raisonnement de Romain Perrot.
Sur scène, VOMIR est entouré de ses instruments électroniques qui diffusent ses enregistrements pour un live d'au moins 1 heure jusqu'à 8 heures. En même temps que le mur de bruit envahit la salle, Romain Perrot se positionne dos au public et demeure statique tout du long de la diffusion. Preuve selon lui que l’action n’a pas lieu sur scène, mais plutôt dans un sac plastique.
Les sacs plastiques sont proposés à l’ensemble du public au début de la performance et sont accompagnés d’un mot : « N'hésitez pas à placer le sac en plastique sur votre tête pour une immersion complète dans le son Harsh Noise Wall, pour vous séparer de tout le reste sauf du bruit ».
Le but étant d’immerger dans le noir et individuellement chacune des personnes qui le souhaite, afin de vivre une claustration immersive en communion avec la puissance du mur de bruit.
Le sac plastique est un accessoire utilisé pour interroger l’audience sur son rapport à la consommation et trouve un écho certain avec le nom de scène VOMIR.

### Collaboration
Avec VOMIR, Romain Perrot a participé à de nombreux enregistrements avec des artistes comme Marc Hurtado, Rotted Brain, Écoute la Merde, Werewolf Jerusalem, Government Alpha, Torturing Nurse.

## Autres pratiques bruitistes
Romain Perrot est à l’initiative d’autres formations dans le champ de la musique bruitiste depuis 1996.

### Roro Perrot: Concepteur de la Folk à Chier
Il se fait connaître sous le nom de Roro Perrot depuis 2011. Avec cette formation, il initie une expérimentation musicale et fonde le concept de « Folk à chier ».
Dans l’esprit des expérimentations sonores de Jean Dubuffet, et plus largement, de sa théorie de l’art brut, et du refus d’une culture dominante développé dans Asphyxiante culture, Romain Perrot « pratique un ersatz de folk, improvisé, déglingué, inarticulé » qu’il décrit également sur le site de son label comme « un punk brut acoustique : sans accord, sans connaissance musicale, des chants bruts, de désespoir et de rage. »
Ce sont des productions instrumentales, avec une guitare acoustique ou électrique, sur laquelle il appose sa voix.
Son premier disque sort sur le label Premier Sang, en septembre 2011.
Sous cette formation, Romain Perrot ne s’impose aucun périmètre défini contrairement à sa pratique du Harsh Noise Wall, pour laquelle il respecte la ligne de conduite qu’il a édictée via son Manifeste. Ainsi, il jouit d’une liberté excentrique dans l’utilisation de ses instruments et de sa voix pour créer du bruit, lui permettant d’aborder une expérimentation plus dadaïste.
Il participe de nouveau avec Roro Perrot à plusieurs projets en collaboration. Notamment avec Yves Botz, pour un duo acoustique ayant donné lieu à des enregistrements et à des représentations pour lesquelles ils se présentent en quelques mots : « Instinct, urgence, humour, bruit. Les quatre mains de ces deux idiots magnifiques font tout ça ». Il invite aussi « une copine qui chante comme une casserole », suivant le fil conducteur de sa pratique.

### Autres formations
Romain Perrot est un musicien outsider qui œuvre hors de toutes contraintes musicales. Depuis ses débuts en guitariste solo noise sous le nom Under Your Come Hand, il a monté de nombreuses formations et de nombreux projets sous des pseudonymes différents : Romprai Etron, Falot, Ennui, Free as Dead.
Le projet Trou aux Rats qu’il mène aux claviers et synthétiseurs lui permet de conforter sa singularité et de se produire notamment à Tokyo en 2018.

## Théoricien de la musique bruitiste
Romain Perrot, qui explore continuellement de nouveaux répertoires en parallèle de sa pratique musicale, a développé une connaissance large des musiques bruitistes. Il est un interlocuteur privilégié pour aborder les thématiques liées au bruit, à son écoute et à son esthétisme. Au travers de sa participation à plusieurs cycles de conférences et de recherches universitaires, il mène une réflexion théorique autour de l'influence esthétique générée par les musiques bruitistes sur les musiques expérimentales.
En 2014, il participe au colloque international « Bruit» organisé par l’Institut ACTE (Sorbonne Paris 1 & CNRS) et par l’ENS Louis-Lumière, en partenariat avec l’INA et Volume !
En 2017, il est invité par la University College Cork à contribuer au séminaire de recherche de Paul Hegarty « The absence of nothing sounds : Blanchot and the Performance of Harsh Noise Wall ».
En 2018, ses œuvres sont exposées au sein de l'Université Paris 8, dans le cadre de l'exposition « Les contraintes de l'endroit » . Il intervient également dans un cycle de conférence pour la « Journée d’études Physique(s) du son » organisé par le groupe de recherche Espaces Sonores de la Haute école des arts du Rhin.
On le retrouve lors du colloque « Spectres de l'audible. Sound studies, cultures de l'écoute et arts sonores » à l'INHA en collaboration avec la Philharmonie de Paris et en relation avec le colloque international « Sensing the sonic : Histories of hearing differently (1800 -Now) » au Centre for research in the arts, social sciences and humanities (CRASSH).

## Pratique audio-visuelle

### L'audiovisuel
Il réalise un court métrage d’horreur expérimental « Free as Dead » avec Andy Bolus (Evil Moisture).
Il produit également des vidéoclips qui accompagnent certains de ces enregistrements.

### Absurdum
Il édite un fanzine graphique en édition limitée,.